# Орден Крови
Медаль «В память о 9 ноября 1923 года» (нем. Medaille zur Erinnerung an den 9. November 1923), неофициально — орден Крови (нем. Blutorden) — медаль, учреждённая 15 марта 1934 года Адольфом Гитлером.
Медалью награждались участники «Пивного путча». Все медали пронумерованы, и подбор кандидатов на награждение осуществлялся весьма тщательно. Лента «Ордена крови» носилась под пуговицей правого нагрудного кармана мундира. В мае 1938 года, к недовольству участников путча, критерии для награждения были расширены. После этого медалью награждались:
- лица, получившие тюремное заключение за национал-социалистическую деятельность до 1933 года;
- лица, приговорённые к смерти, которое было позже заменено на пожизненное заключение за национал-социалистическую деятельность до 1933 года;
- лица, получившие неоднократные ранения во время своей службы НСДАП до 1933 года.

Кроме этого, награда также вручалась по личному распоряжению Адольфа Гитлера (последним получил награду Рейнхард Гейдрих, посмертно).
Медалью были награждены 2 члена НСДАП женского пола: одна участница путча, другая посмертно за выдающуюся службу.
Если награждённый выбывал из рядов партии, медаль должна была быть сдана.
Всего было награждено 3800 человек, из них около 1500 — за непосредственное участие в «Пивном путче».

## Описание медали
На лицевой стороне изображён орёл с венком в когтях. Внутри венка — дата «9 ноября». Правее находится надпись «München 1923—1933».
На обратной стороне изображены: Фельдхернхалле (место, где был остановлен Пивной путч), свастика и надпись «UND IHR HABT DOCH GESIEGT» (с нем. — «И всё же вы победили»).
Медаль изготавливалась из серебра, крепилась к красной ленте с чёрными и белыми полосками по краям.